# Мембранный потенциал

Схема возникновения потенциала клеточной мембраны.
Различия в концентрациях ионов с разных сторон клеточной мембраны вызывают возникновение напряжения, называемого мембранным потенциалом. Типичные значения мембранного потенциала находятся в диапазоне от −40 мВ до −80 мВ. Многие ионы образуют градиент концентрации на мембране, в том числе ионов калия (K^+), имеющие высокую концентрацию внутри клетки и низкую вне клетки. Ионы натрия (Na^+) и ионы хлора (Cl^-) имеют высокую концентрацию во внеклеточной области и низкую концентрацию во внутриклеточной области. Эти градиенты концентрации дают потенциальную энергию для возникновения мембранного потенциала. Это напряжение на мембране возникает когда мембрана проницаема для одного или нескольких типов ионов. В простейшем случае показанном на рисунке, если мембрана избирательно проницаема для ионов калия они могут диффундировать в сторону снижения концентрации на внешнюю сторону клетки, оставляя за собой нескомпенсированные отрицательные заряды. Это разделение зарядов и является причиной возникновения мембранного потенциала. Система в целом остаётся электронейтральной. Некомпенсированные положительные заряды вне клетки и нескомпенсированные отрицательные заряды внутри клетки физически располагаются на поверхности мембраны и притягиваются друг к другу будучи разделёнными липидным двойным слоем. Таким образом, мембранный потенциал физически действует только в непосредственной близости от мембраны. Именно разделение этих зарядов на мембране является основой возникновения электрического напряжения на мембране. Изображённая схема упрощённо показывает ионные вклады в мембранный потенциал. Другие ионы, включая ионы натрия, хлора, кальция и другие вносят несущественный вклад, даже если они имеют более высокие градиенты концентрации, потому что они имеют невысокую проницаемость через мембрану, чем ионы калия.

Мембра́нный потенциа́л, также трансмембра́нный потенциал или напряже́ние мембра́ны, иногда потенциа́л Не́рнста — разница в электрическом потенциале (электрический градиент), возникающая между зарядами внутренней и внешней стороны полупроницаемой мембраны (в частном случае — мембраны клетки). Что касается внутренней части клетки, то типичные значения мембранного потенциала для неё располагаются в диапазоне от −60 мВ до −90 мВ.

## Физические основы

### Ионы и сила, обуславливающая их движение
Электрические сигналы, возникающие внутри биологических организмов, обусловлены движением ионов. Наиболее важные катионы для потенциала действия — катионы натрия (Na+) и калия (K+). Оба этих одновалентных катиона несут один положительный заряд. В потенциале действия может также участвовать катион кальция (Ca2+) , он представляет собой двухвалентный катион, несущий двойной положительный заряд. Анион хлора (Cl-) играет важную роль в потенциалах действия некоторых водорослей, однако, в потенциалах действия большинства животных принимает лишь небольшое участие.

### Ионные насосы
Ионный насос — это транспортная система, обеспечивающая перенос иона с непосредственной затратой энергии вопреки концентрационному и электрическому градиентам.

### Ионные каналы
Ионные каналы являются интегральными мембранными белками, через поры которых ионы могут перемещаться из межклеточного пространства вовнутрь клеток и наоборот. Большинство ионных каналов проявляет высокую специфичность (селективность) по отношению к одному иону. Так, например, большинство калиевых каналов характеризуется высоким коэффициентом селективности катионов калия над катионами натрия в отношении 1000:1, хотя ионы калия и натрия имеют одинаковый заряд и лишь незначительно различаются по радиусам. Пора канала, как правило, настолько мала, что ионы должны пройти через неё в одном порядке .

### Равновесный потенциал (потенциал Нернста, диффузионный потенциал) или реверсивный потенциал
Основу трансмембранной разности потенциалов (мембранного потенциала) составляет диффузионный (равновесный) потенциал.
Равновесный потенциал (англ. equilibrium potential; синоним — диффузионный потенциал) иона является величиной электрического напряжения на мембране, при котором диффузионные и электрические силы противопоставлены друг другу, так что результирующий поток ионов через мембрану равен нулю в силу одинаковой скорости потока в клетку и из клетки. Это означает, что напряжение на мембране точно компенсирует диффузию ионов, таким образом, что суммарный поток ионов через мембрану равен нулю. Реверсивный потенциал имеет важное значение, поскольку он создаёт напряжение действующее на ионные каналы, придавая им проницаемость для ионов.
Условия возникновения диффузионного потенциала:
- Неравномерное распределение по обе стороны мембраны ионов  (градиент концентрации этих ионов) - в клеточной мембране за счёт активного транспорта;
- Избирательная проницаемость мембраны для этих ионов - в клеточной мембране за счёт изменяемой проницаемости ионных каналов[8][9].

Возникновение диффузионного потенциала на примере {\displaystyle K^{+}}:
1. Разница концентраций {\displaystyle [K^{+}]_{A},[K^{+}]_{B}} иона по разные стороны {\displaystyle A,B}  мембраны.
2. Различные скорости перехода ионов от одной стороны мембраны к другой (скорость перехода иона из части раствора с большей концентрацией в часть с меньшей концентрацией этого иона {\displaystyle \upsilon _{A{\Rightarrow }B}} выше  скорости перехода этого иона из части раствора с меньшей концентрацией в область с большей концентрацией {\displaystyle {\upsilon }_{A{\Leftarrow }B}}). Движение {\displaystyle \Phi _{\upsilon }} иона преимущественно в одну сторону, от {\displaystyle A} к {\displaystyle B}.
3. Увеличение концентрации этого иона с одной стороны мембраны, уменьшение его концентрации с другой. Одновременно формируется разность зарядов {\displaystyle Q_{A}}, {\displaystyle Q_{B}} по две стороны от мембраны.
4. Разность зарядов формирует разность {\displaystyle \Delta \varphi } потенциалов {\displaystyle \varphi _{A}} , {\displaystyle \varphi _{B}} по обе стороны мембраны, противодействующую переносу иона через мембрану и выравниванию концентраций этого иона {\displaystyle [K^{+}]_{A},[K^{+}]_{B}} по обе стороны от мембраны (разность потенциалов {\displaystyle \Delta \varphi } при увеличении уменьшает различие скоростей диффузии иона с одной стороны мембраны   на другую {\displaystyle \upsilon _{A{\Rightarrow }B}} и обратно  {\displaystyle {\upsilon }_{A{\Leftarrow }B}})
5. Растущая разность потенциалов {\displaystyle \Delta \varphi } сводит разность скоростей диффузии иона с одной стороны мембраны на другую {\displaystyle \upsilon _{A{\Rightarrow }B}} и обратно {\displaystyle {\upsilon }_{A{\Leftarrow }B}} к нулю , изменение концентраций иона {\displaystyle C_{K^{+}}} по обе стороны мембраны прекращается. Эта разность потенциалов и есть диффузионный потенциал {\displaystyle E_{e,\ K^{+}}} для ионов калия. Движение ионов {\displaystyle \Phi _{\upsilon }} в обе стороны одинаково.

| Параметр                                                  | Начальное состояние                                                      | Равновесное состояние                                                    |
| --------------------------------------------------------- | ------------------------------------------------------------------------ | ------------------------------------------------------------------------ |
| {\displaystyle C_{K^{+}}}                                 | {\displaystyle [K^{+}]_{A}>[K^{+}]_{B}}                                  | {\displaystyle [K^{+}]_{A}>[K^{+}]_{B}}                                  |
| {\displaystyle \upsilon _{K^{+}}}                         | {\displaystyle \upsilon _{A{\Rightarrow }B}>\upsilon _{A{\Leftarrow }B}} | {\displaystyle \upsilon _{A{\Rightarrow }B}=\upsilon _{A{\Leftarrow }B}} |
| {\displaystyle \Phi _{\upsilon }}                         | {\displaystyle A\rightarrow B}                                           | {\displaystyle A\rightleftharpoons B}                                    |
| {\displaystyle Q}                                         | {\displaystyle {}Q_{A}=Q_{B}=0}                                          | {\displaystyle {}Q_{A}<Q_{B}}                                            |
| {\displaystyle \varphi }                                  | {\displaystyle \varphi _{A}=\varphi _{B}=0}                              | {\displaystyle \varphi _{A}<\varphi _{B}}                                |
| {\displaystyle \Delta \varphi =\varphi _{A}-\varphi _{B}} | {\displaystyle =0}                                                       | {\displaystyle =E_{e,\ K^{+}}<0}                                         |

Равновесный потенциал для конкретного вида ионов обычно обозначается {\displaystyle E_{i}}. Потенциал для любого иона может быть вычислен с помощью уравнения Нернста.
{\displaystyle E_{i}={\frac {RT}{F{z_{X}}}}\ln {\frac {[X]_{O}}{[X]_{i}}},}
где {\displaystyle E_{i}} — равновесный потенциал ионов в вольтах;
{\displaystyle R} — универсальная газовая постоянная,  8,3144 Дж/(моль·К);
{\displaystyle T} — абсолютная температура в кельвинах;
{\displaystyle F} — постоянная Фарадея, 96 485 Кл/моль;
{\displaystyle z_{X}} — заряд пересекающих мембрану ионов,  в элементарных зарядах (для {\displaystyle K^{+}=1}, для {\displaystyle Ca^{2+}=2}, для {\displaystyle Cl^{-}=-1});
{\displaystyle [X]_{O}} — внеклеточная концентрация ионов  в моль/л;
{\displaystyle [X]_{i}} — внутриклеточная концентрация ионов  в моль/л.
При этом знак перед {\displaystyle E_{i}} зависит только от двух переменных — {\displaystyle z_{X}} и {\displaystyle ln{\frac {[X]_{O}}{[X]_{i}}}}, что даёт возможность качественно предсказать изменение мембранного потенциала  при увеличении проницаемости ионных каналов для данного иона.
| Вне- {\displaystyle [X]_{O}} и внутриклеточные {\displaystyle [X]_{i}} концентрации ионов в волокне скелетной мышцы человека, диффузионные потенциалы {\displaystyle E_{i}} | Вне- {\displaystyle [X]_{O}} и внутриклеточные {\displaystyle [X]_{i}} концентрации ионов в волокне скелетной мышцы человека, диффузионные потенциалы {\displaystyle E_{i}} | Вне- {\displaystyle [X]_{O}} и внутриклеточные {\displaystyle [X]_{i}} концентрации ионов в волокне скелетной мышцы человека, диффузионные потенциалы {\displaystyle E_{i}} | Вне- {\displaystyle [X]_{O}} и внутриклеточные {\displaystyle [X]_{i}} концентрации ионов в волокне скелетной мышцы человека, диффузионные потенциалы {\displaystyle E_{i}} |
| Ион | {\displaystyle [X]_{O}}, ммоль | {\displaystyle [X]_{i}}, ммоль | {\displaystyle E_{i}} |
| --- | --- | --- | --- |
| {\displaystyle Na^{+}} | 145 | 12 | >0 |
| {\displaystyle K^{+}} | 4 | 155 | <0 |
| {\displaystyle {\ce {Ca^{2+}}}} | 2 | {\displaystyle 10^{-8}}-{\displaystyle 10^{-7}} | >0 |
| {\displaystyle Cl^{-}} | 120 | 4 | <0 |
| {\displaystyle HCO_{3}^{-}} | 27 | 8 | <0 |
| {\displaystyle A^{-}} (макромолекулярные анионы) | 5 | 155 | >0 |

| События, описываемые уравнением Нернста | События, описываемые уравнением Нернста | События, описываемые уравнением Нернста   | События, описываемые уравнением Нернста   | События, описываемые уравнением Нернста |
| --- | --------------------------------------- | ----------------------------------------- | ----------------------------------------- | --------------------------------------- |
| {\displaystyle Ion^{\pm }} | {\displaystyle \uparrow N}              | {\displaystyle [X]_{O}<[X]_{i}}           | {\displaystyle [X]_{O}>[X]_{i}}           | Параметр                                |
| {\displaystyle Kat^{+}} | {\displaystyle \uparrow \varphi }       | {\displaystyle O\leftarrow i}             | {\displaystyle O\rightarrow i}            | {\displaystyle \Phi _{\upsilon }}       |
| {\displaystyle Kat^{+}} | {\displaystyle \uparrow \varphi }       | {\displaystyle O\leftarrow i}             | {\displaystyle O\rightarrow i}            | {\displaystyle \Phi _{q}}               |
| {\displaystyle Kat^{+}} | {\displaystyle \uparrow \varphi }       | {\displaystyle \varphi _{O}>\varphi _{i}} | {\displaystyle \varphi _{O}<\varphi _{i}} | {\displaystyle \varphi }                |
| {\displaystyle Kat^{+}} | {\displaystyle \uparrow \varphi }       | {\displaystyle <0}                        | {\displaystyle >0}                        | {\displaystyle E_{i}}                   |
| {\displaystyle An^{-}} | {\displaystyle \downarrow \varphi }     | {\displaystyle O\leftarrow i}             | {\displaystyle O\rightarrow i}            | {\displaystyle \Phi _{\upsilon }}       |
| {\displaystyle An^{-}} | {\displaystyle \downarrow \varphi }     | {\displaystyle O\rightarrow i}            | {\displaystyle O\leftarrow i}             | {\displaystyle \Phi _{q}}               |
| {\displaystyle An^{-}} | {\displaystyle \downarrow \varphi }     | {\displaystyle \varphi _{O}<\varphi _{i}} | {\displaystyle \varphi _{O}>\varphi _{i}} | {\displaystyle \varphi }                |
| {\displaystyle An^{-}} | {\displaystyle \downarrow \varphi }     | {\displaystyle >0}                        | {\displaystyle <0}                        | {\displaystyle E_{i}}                   |

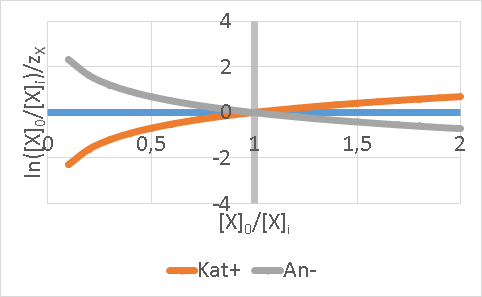
Зависимость знака диффузионного потенциала от соотношения внеклеточной и внутриклеточной концентрации иона.

| где {\displaystyle Ion^{\pm }} — ионы; {\displaystyle N} — количество ионов; {\displaystyle \varphi } — электрический потенциал в данной точке; {\displaystyle \uparrow } — увеличение; {\displaystyle \downarrow } — уменьшение; {\displaystyle [X]_{O}} — внеклеточная концентрация иона; {\displaystyle [X]_{i}} — внутриклеточная концентрация иона; {\displaystyle O} — внеклеточная среда; {\displaystyle i} — внутриклеточная среда; {\displaystyle \leftarrow } — перемещение в левое пространство; {\displaystyle \rightarrow } — перемещение в правое пространство; {\displaystyle \varphi _{O}} — электрический потенциал внеклеточной среды; {\displaystyle \varphi _{i}} — электрический потенциал внутриклеточной среды; {\displaystyle \Phi _{\upsilon }} — поток скоростей (направление перемещения ионов); {\displaystyle \Phi _{q}} — поток положительных зарядов; {\displaystyle E_{i}} — диффузионный потенциал. {\displaystyle E_{i}=\varphi _{i}-\varphi _{O}} |                                         |                                           |                                           |                                         |

Например, реверсивный потенциал для ионов калия:
{\displaystyle E_{e,\ K^{+}}={\frac {RT}{zF}}\ln {\frac {[K^{+}]_{O}}{[K^{+}]_{i}}},}
где {\displaystyle E_{e,\ K^{+}}} — равновесный потенциал ионов {\displaystyle K^{+},} измеряемый в вольтах;
{\displaystyle R} — универсальная газовая постоянная, равная 8,3144 Дж/(моль·К);
{\displaystyle T} — абсолютная температура в кельвинах;
{\displaystyle z} — заряд ионов участвующих в реакции, выраженный в элементарных зарядах, для ионов калия равен 1;
{\displaystyle F} — постоянная Фарадея, равная 96 485 Кл/моль;
{\displaystyle [{K^{+}]}_{O}} — внеклеточная концентрация ионов калия, измеряется в моль/л;
{\displaystyle [{K^{+}]}_{i}} — внутриклеточная концентрация ионов калия, измеряется в моль/л.
Реверсивный потенциал (англ. reversal potential) численно равен равновесному потенциалу. Термин реверсивный потенциал отражает тот факт, что при переходе через данное значение мембранного потенциала происходит обращение направления потока ионов.
Уравнение Нернста корректно описывает мембранный потенциал только в тех случаях, когда мембрана пропускает исключительно ионы одного вида, что бывает крайне редко. Поэтому обычно уравнение позволяет рассчитать лишь приблизительное значение мембранного потенциала. Когда мембрана пропускает потоки ионов нескольких видов, мембранный потенциал можно вычислить на основе уравнения Гольдмана–Ходжкина–Катца
(Goldman–Hodgkin–Katz, GНK).

## Мембранный потенциал покоя
Во многих клетках потенциал покоя соответствует диффузионному потенциалу {\displaystyle E_{e,\ K^{+}}} для {\displaystyle {\ce {K+}}}.
Приблизительные значения потенциала покоя для разных клеток: -70 мВ для нейронов, -90 мВ для клеток нейроглии; -90 мВ для клеток скелетных мышц и миокарда.